# Chastel-Arnaud
Pour les articles homonymes, voir Chastel et Arnaud.
Chastel-Arnaud est une commune française située dans le département de la Drôme, en région Auvergne-Rhône-Alpes.

## Géographie

### Localisation
Chastel-Arnaud est situé à 22 km de Crest, à 27 km de Die et à 6 km de Saillans.

### Relief et géologie
Sites particuliers :
- Col des Auberts
- Col d'Espenel (681 m)
- Col des Réchats (513 m)
- Col du Perrier (849 m)
- Combe de la Font des Faux
- Gorges de la Motte
- Gorges de Saint-Moirans
- le Signal (1559 m)
- les Réchats (598 m)
- les Trois Becs
- Pas des Auberts (1249 m)
- Passage de Picourère (1446 m)
- Roche Courbe (1545 m)
- Rochers de Cresta (918 m)
- Rochers de la Laveuse
- Serre de l'Aup (1195 m)
- Serre des Trois Bornes (1017 m)
- Vallée de Combe Augier

### Hydrographie
La commune est arrosée par les cours d'eau suivants :
- le Contècle
- Ruisseau de Bonavaux
- Ruisseau de Champ Roussin
- Ruisseau de Fouillouse
- Ruisseau des Auberts
- Ruisseau des Baumes
- Ruisseau des Bellieux
- Ruisseau des Gravelles

### Climat
Pour des articles plus généraux, voir Climat d'Auvergne-Rhône-Alpes et Climat de la Drôme.
En 2010, le climat de la commune est de type climat méditerranéen altéré, selon une étude du CNRS s'appuyant sur une série de données couvrant la période 1971-2000. En 2020, Météo-France publie une typologie des climats de la France métropolitaine dans laquelle la commune est exposée à un climat de montagne ou de marges de montagne et est dans la région climatique Alpes du sud, caractérisée par une pluviométrie annuelle de 850 à 1 000 mm, minimale en été.
Pour la période 1971-2000, la température annuelle moyenne est de 12,1 °C, avec une amplitude thermique annuelle de 17 °C. Le cumul annuel moyen de précipitations est de 1 108 mm, avec 9 jours de précipitations en janvier et 5,3 jours en juillet. Pour la période 1991-2020, la température moyenne annuelle observée sur la station météorologique de Météo-France la plus proche, sur la commune de Bourdeaux à 10 km à vol d'oiseau, est de 11,9 °C et le cumul annuel moyen de précipitations est de 953,4 mm,. Pour l'avenir, les paramètres climatiques de la commune estimés pour 2050 selon différents scénarios d'émission de gaz à effet de serre sont consultables sur un site dédié publié par Météo-France en novembre 2022.

### Voies de communication et transports
Le territoire communal est traversé par deux routes départementales : la RD 156 et la RD 776.

## Urbanisme

### Typologie
Au 1er janvier 2024, Chastel-Arnaud est catégorisée commune rurale à habitat très dispersé, selon la nouvelle grille communale de densité à 7 niveaux définie par l'Insee en 2022.
Elle est située hors unité urbaine. Par ailleurs la commune fait partie de l'aire d'attraction de Crest, dont elle est une commune de la couronne,. Cette aire, qui regroupe 17 communes, est catégorisée dans les aires de moins de 50 000 habitants,.

### Occupation des sols
L'occupation des sols de la commune, telle qu'elle ressort de la base de données européenne d’occupation biophysique des sols Corine Land Cover (CLC), est marquée par l'importance des forêts et milieux semi-naturels (91,9 % en 2018), une proportion identique à celle de 1990 (91,9 %). La répartition détaillée en 2018 est la suivante : forêts (90,5 %), zones agricoles hétérogènes (8,1 %), milieux à végétation arbustive et/ou herbacée (1,4 %). L'évolution de l’occupation des sols de la commune et de ses infrastructures peut être observée sur les différentes représentations cartographiques du territoire : la carte de Cassini (XVIIIe siècle), la carte d'état-major (1820-1866) et les cartes ou photos aériennes de l'IGN pour la période actuelle (1950 à aujourd'hui).

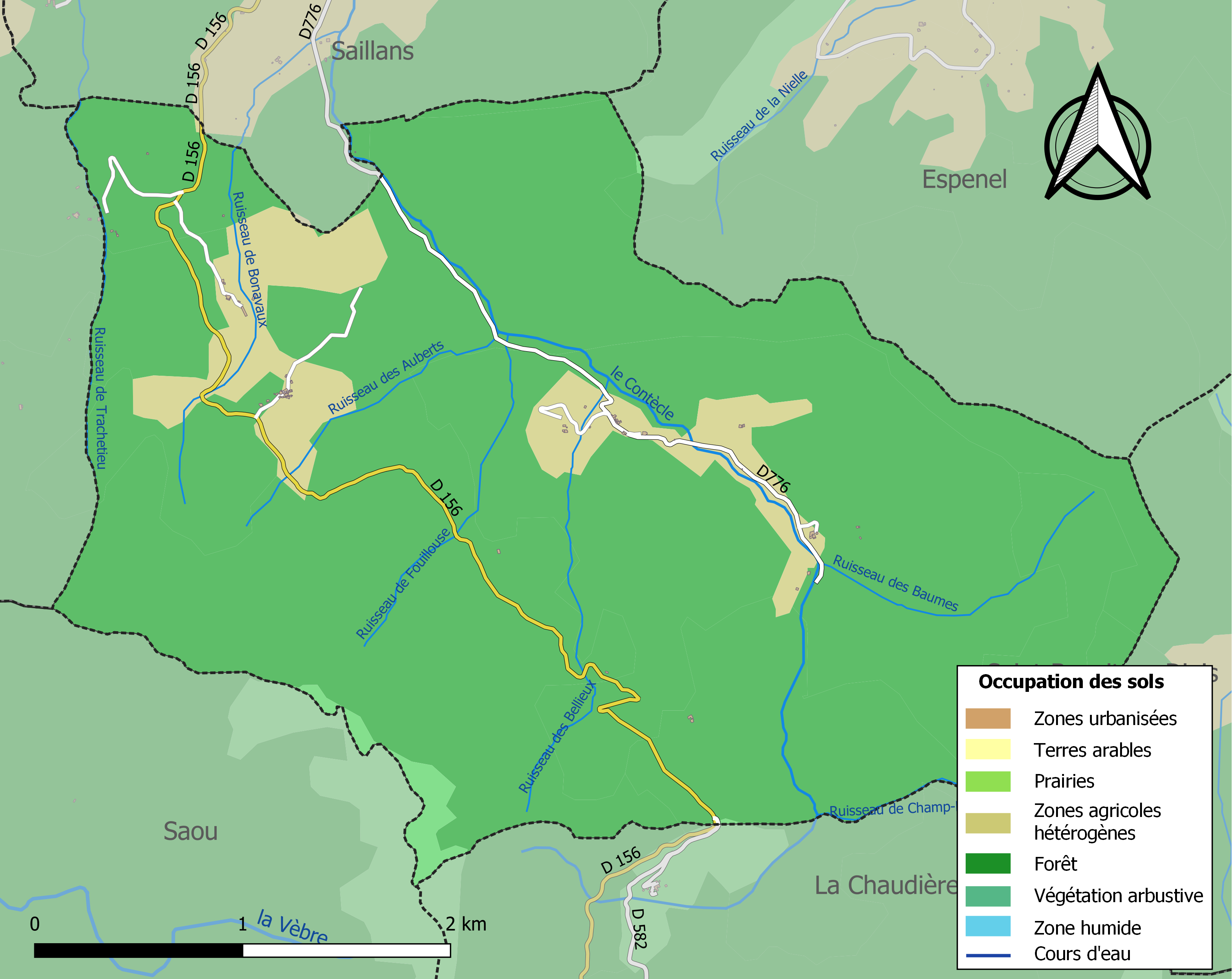
Carte des infrastructures et de l'occupation des sols de la commune en 2018 (CLC).

### Morphologie urbaine
Commune aux hameaux éparpillés.

#### Quartiers, hameaux et lieux-dits
Site Géoportail (carte IGN) :
- Aubert
- Bonavaux
- Brun
- Fond Vinaud
- Forêt Domaniale de l'Aup
- Genevet
- Girard
- Grangeon
- Grange Vieille
- Jean
- la Bastie
- la Baume
- l'Abeille
- l'Adret
- la Motte
- la Renaude
- le Combau
- le Penard
- le Péstéié
- le Rif des Fauries (mairie)
- les Auberts
- les Auches
- les Aymes
- les Bellieux
- les Boissiers
- les Bonnets
- les Cabanes
- les Condamines
- les Gravelles
- les Guérinnes
- les Lardons
- les Micharons
- Roche Broche
- Saint-Andéol
- Saint-Moirans

### Risques naturels et technologiques
La commune de Chastel-Arnaud a été touchée par un tremblement de terre d’intensité V-VI sur l’échelle MSK le 16 avril 1979.

## Toponymie

### Attestations
Dictionnaire topographique du département de la Drôme :
- 1391 : Chastel Arnaut (choix de documents, 214).
- (Non daté) : Chastel Arnault (Duchesne, Comtes de Valentinois, 6).
- 1449 : mention de la paroisse : capella Castri Arnaudi (pouillé hist.).
- 1576 : mention de la paroisse : cura Castri Arnaudi (rôle de décimes)
- 1652 : locus Castelli Arnaudi (Reg. de la paroisse de Saou).
- 1891 : Chastel-Arnaud, commune du canton de Saillans.

## Histoire
Pour un article plus général, voir Histoire de la Drôme.

### Préhistoire et protohistoire
Gravures rupestres de l'âge du bronze[réf. nécessaire].

### Du Moyen Âge à la Révolution
La seigneurie :
- Au point de vue féodal, la terre (ou seigneurie) était vraisemblablement possédée par les Arnaud de Crest.
- Elle passe aux comtes de Valentinois.
- 1420 : elle est donnée aux Poitiers-Saint-Vallier.
- 1558 : vendue aux Sauvain du Cheylard.
- Elle passe (par mariage) aux La Tour-Montauban, derniers seigneurs.

Avant 1790, Chastel-Arnaud était une communauté de l'élection de Montélimar, subdélégation et sénéchaussée de Crest.

Elle formait une paroisse du diocèse de Die dont l'église, sous le vocable de Saint-André, dépendait du prieur de Saillans qui y prenait la dîme et présentait à la cure.

### De la Révolution à nos jours
En 1790, la commune fait partie du canton de Saillans. Depuis 2015, elle fait partie du canton du Diois.

## Politique et administration

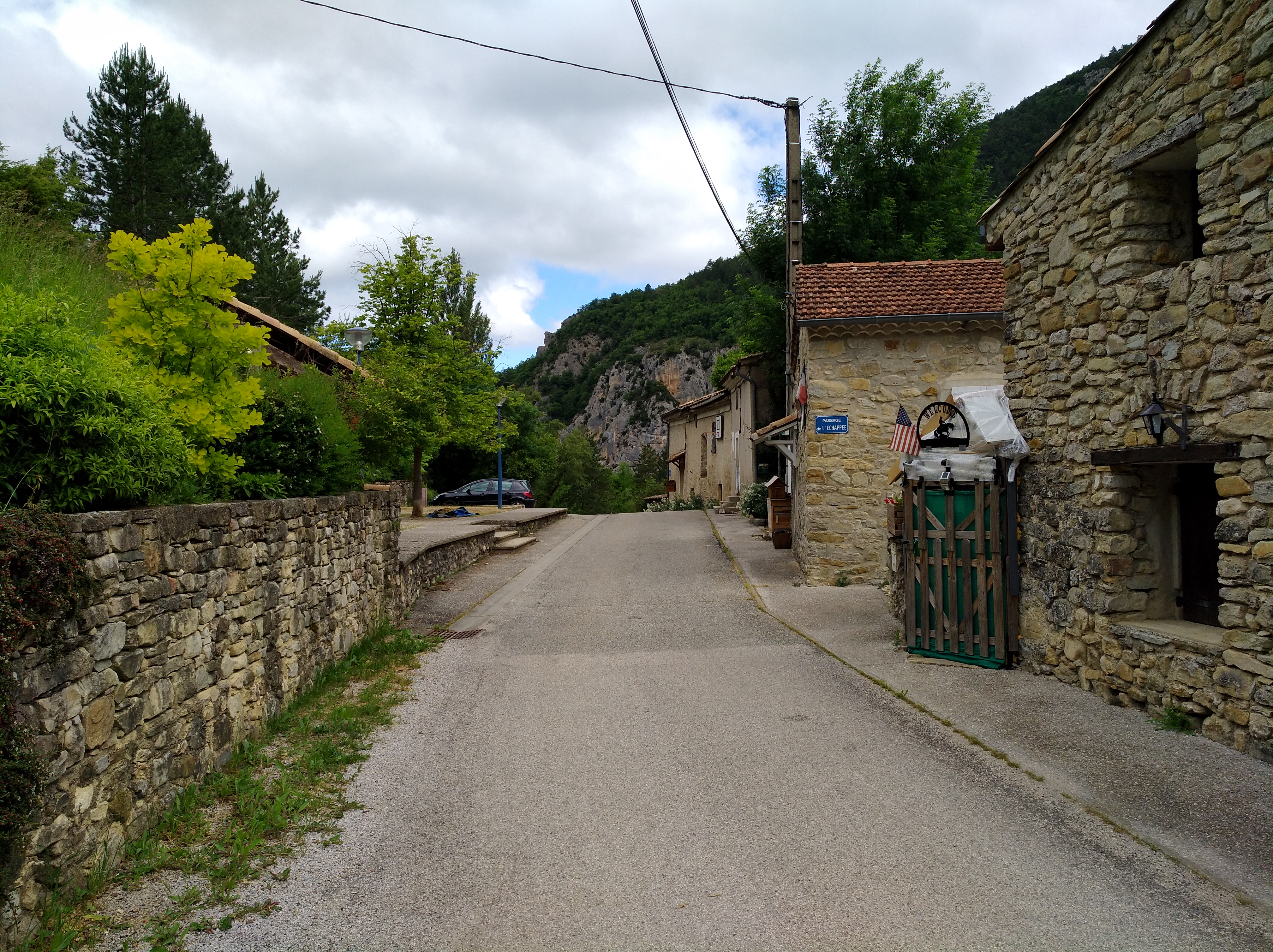
Mairie de Chastel-Arnaud.

### Liste des maires
| Période                                                                      | Période                      | Identité                              | Étiquette      | Qualité                                                                            |
| ---------------------------------------------------------------------------- | ---------------------------- | ------------------------------------- | -------------- | ---------------------------------------------------------------------------------- |
| Les données manquantes sont à compléter. : de la Révolution au Second Empire |                              |                                       |                |                                                                                    |
| 1790                                                                         | 1871                         | ?                                     |                |                                                                                    |
| Les données manquantes sont à compléter. : depuis la fin du Second Empire    |                              |                                       |                |                                                                                    |
| 1871                                                                         | 1874                         | ?                                     |                |                                                                                    |
| 1874                                                                         | 1878                         | ?                                     |                |                                                                                    |
| 1878                                                                         | 1884                         | ?                                     |                |                                                                                    |
| 1884                                                                         | 1888                         | ?                                     |                |                                                                                    |
| 1888                                                                         | 1892                         | ?                                     |                |                                                                                    |
| 1892                                                                         | 1896                         | ?                                     |                |                                                                                    |
| 1896                                                                         | 1900                         | ?                                     |                |                                                                                    |
| 1900                                                                         | 1904                         | ?                                     |                |                                                                                    |
| 1904                                                                         | 1908                         | ?                                     |                |                                                                                    |
| 1908                                                                         | 1912                         | ?                                     |                |                                                                                    |
| 1912                                                                         | 1919                         | ?                                     |                |                                                                                    |
| 1919                                                                         | 1925                         | ?                                     |                |                                                                                    |
| 1925                                                                         | 1929                         | ?                                     |                |                                                                                    |
| 1929                                                                         | 1935                         | ?                                     |                |                                                                                    |
| 1935                                                                         | 1945                         | ?                                     |                |                                                                                    |
| 1945                                                                         | 1965                         | Aymé Servant                          |                | maire sortant                                                                      |
| 1965                                                                         | 1968                         | Germain Murtin                        |                |                                                                                    |
| 1968                                                                         | 1989                         | Paul Eymieux                          |                | maire sortant                                                                      |
| 1989                                                                         | 1995                         | Paul Chairon                          |                |                                                                                    |
| 1995                                                                         | 2008                         | François Pegon                        | UDF puis MoDem | conseiller général du canton de Saillans (2001-2015) élu maire de Saillans en 2008 |
| 2008                                                                         | En cours (au 7 juillet 2021) | Frédéric Teyssot[source insuffisante] |                | agriculteur                                                                        |

## Population et société

### Démographie
L'évolution du nombre d'habitants est connue à travers les recensements de la population effectués dans la commune depuis 1793. Pour les communes de moins de 10 000 habitants, une enquête de recensement portant sur toute la population est réalisée tous les cinq ans, les populations de référence des années intermédiaires étant quant à elles estimées par interpolation ou extrapolation. Pour la commune, le premier recensement exhaustif entrant dans le cadre du nouveau dispositif a été réalisé en 2004.

En 2022, la commune comptait 48 habitants, en évolution de +26,32 % par rapport à 2016 (Drôme : +2,64 %, France hors Mayotte : +2,11 %).
| 1793 | 1800 | 1806 | 1821 | 1831 | 1836 | 1841 | 1846 | 1851 |
| ---- | ---- | ---- | ---- | ---- | ---- | ---- | ---- | ---- |
| 362  | 247  | 271  | 212  | 204  | 199  | 193  | 209  | 212  |

| 1856 | 1861 | 1866 | 1872 | 1876 | 1881 | 1886 | 1891 | 1896 |
| ---- | ---- | ---- | ---- | ---- | ---- | ---- | ---- | ---- |
| 198  | 201  | 212  | 200  | 195  | 187  | 165  | 155  | 139  |

| 1901 | 1906 | 1911 | 1921 | 1926 | 1931 | 1936 | 1946 | 1954 |
| ---- | ---- | ---- | ---- | ---- | ---- | ---- | ---- | ---- |
| 102  | 100  | 80   | 56   | 49   | 51   | 47   | 38   | 17   |

| 1962 | 1968 | 1975 | 1982 | 1990 | 1999 | 2004 | 2006 | 2009 |
| ---- | ---- | ---- | ---- | ---- | ---- | ---- | ---- | ---- |
| 12   | 7    | 10   | 13   | 16   | 36   | 45   | 49   | 49   |

| 2014 | 2019 | 2022 | - | - | - | - | - | - |
| ---- | ---- | ---- | - | - | - | - | - | - |
| 41   | 43   | 48   | - | - | - | - | - | - |

### Enseignement
La commune relève de l'académie de Grenoble.

### Loisirs
- Pêche et chasse[13].
- Randonnées : GR 9, GR 95A, GR de Pays du Tour de la Vallée de la Roanne[1].

### Médias
Le territoire de la commune se situe dans l'aire de diffusion de plusieurs médias :
- Presse écrite
  - Le Crestois, hebdomadaire de la vallée de la Drôme.
  - Le Dauphiné libéré, quotidien régional qui consacre, chaque jour, y compris le dimanche, dans son édition de « Valence-Drôme » un ou plusieurs articles à l'actualité du canton et de la commune, ainsi que des informations sur les éventuelles manifestations locales, les travaux routiers, et autres événements divers à caractère local.
  - L'Agriculture Drômoise, journal d'informations agricoles et rurales, couvre l'ensemble du département de la Drôme.
  - Drôme Hebdo (ancien Peuple Libre), hebdomadaire chrétien d'informations.
- Presse audio-visuelle
  - Radio Saint Ferréol est une radio locale émise depuis Crest.
  - Ici Drôme Ardèche est une radio publique diffusée sur son territoire.

### Cultes
La communauté catholique de Chastel-Arnaud fait partie de l'Unité Pastorale Crestois Diois.
Des activités spirituelles sont organisées à la Ferme de Saint-Moirans.

## Économie

### Agriculture
En 1992 : bois, pâturages (ovins).

## Culture locale et patrimoine

### Lieux et monuments

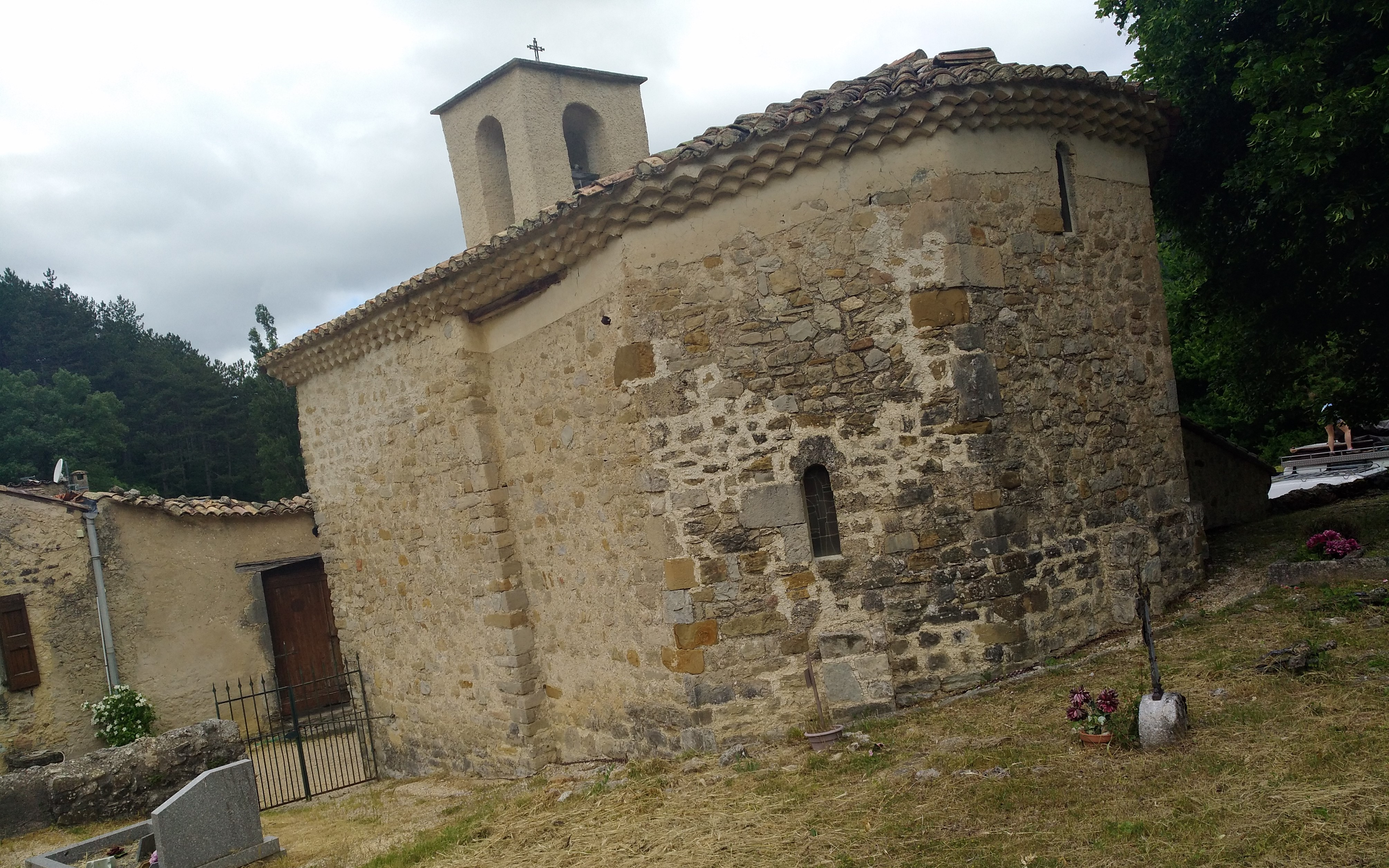
Église romaine de Saint-Moirans.

- Ruines du château des Arnaud de Crest, situées sur la montagne de « Saint Andéol »[réf. nécessaire].
- Chapelle romane (à Saint-Moirans) : abside pentagonale, arcs et voûtes en plein cintre, chapiteaux sculptés, cloche du XVIIIe siècle[13] / (Prieuré médiéval de Saint-Moirans (IXe siècle)[réf. nécessaire]).
- Chapelle ancienne (aux Auberts)[13] / (Saint-André des Auberts du XVIIe siècle[réf. nécessaire]).

### Patrimoine naturel
- Falaises de Rochecourbe[13].
- Falaise des Trois Becs soutenant le massif de la forêt de Saou[réf. nécessaire].
- Grotte Baume Hannibal[1].
- Vallée et gorges du Contècle[13].
- Châtaignier remarquable vieux de 700 ans (9,30 mètres de circonférence), répertorié sur le plan national par l'association Arbres. Figure dans les ouvrages sur les arbres remarquables de la Drôme et les arbres remarquables de France[réf. nécessaire].

### Héraldique, logotype et devise
|  | Chastel-Arnaud possède des armoiries dont l'origine et le blasonnement exact ne sont pas disponibles. |